# غاري كوبر (لاعب كرة قاعدة)
غاري كوبر (بالإنجليزية: Gary Cooper)‏ هو لاعب كرة قاعدة أمريكي، ولد في 13 أغسطس 1964 في لينووود في الولايات المتحدة.

## وصلات خارجية
- غاري كوبر على موقعبيزبول رفرنس.كوم (الدوري الرئيسي) (الإنجليزية)
- غاري كوبر على موقعبيزبول رفرنس.كوم (الدوري الثانوي) (الإنجليزية)
- غاري كوبر على موقع مشجعي الرسوم البيانية (الإنجليزية)